# Eska Music Awards 2016
Eska Music Awards 2016 – piętnasta gala rozdania nagród Eska Music Award, która odbyła się 26 sierpnia 2016 w Szczecinie.
Gala była nadawana na żywo na antenie TVP1, a poprowadzili ją Krzysztof „Jankes” Jankowski oraz Paulina Chylewska.

## Nominacje
| Najlepsza artystka                                       | Najlepszy artysta |
| -------------------------------------------------------- | --- |
| - Sylwia Grzeszczak - Cleo - Margaret                    | - Dawid Podsiadło - Antek Smykiewicz - Kamil Bednarek |
| Najlepszy zespół                                         | Najlepszy hit |
| - Video - Enej - Sound’n’Grace                           | - C-BooL – „Never Go Away” - Antek Smykiewicz – „Pomimo burz” - Dawid Podsiadło – „W dobrą stronę” - Margaret – „Cool Me Down” - Sylwia Grzeszczak – „Tamta dziewczyna” |
| Najlepszy radiowy debiut                                 | Eska TV Award – Najlepsze video |
| - Antek Smykiewicz - Monika Lewczuk - Szymon Chodyniecki | - Sylwia Grzeszczak – „Tamta dziewczyna” - Ania Dąbrowska – „W głowie” - Cleo – „Zabiorę nas”                                                                           |
| eskaGO Award – Najlepszy artysta w sieci                 | Nagroda specjalna – Best International Hit |
| - Margaret - Cleo - Michał Szpak                         | - Alan Walker – „Faded” |

## Wystąpili
Podczas gali wystąpili:
- Sound’n’Grace i Arek Kłusowski – „Can’t Stop the Feeling!”
- Filatov & Karas – „Tell It To My Heart”
- C-BooL – „Never Go Away”
- Antek Smykiewicz – „Pomimo burz”
- Sylwia Grzeszczak – „Tamta dziewczyna”
- Margaret – „Cool Me Down” i „Elephant”
- Video – „Ktoś nowy”
- Jasmine Thompson – „Ain’t Nobody” i „Rise Up” oraz „Sun Goes Down”
- Margaret – „Lush Life”
- Monika Lewczuk – „Ty i Ja”
- Sound’n’Grace – „Sens”
- Szymon Chodyniecki – „Z całych sił”
- Ewelina Lisowska – „Prosta sprawa”
- Grzegorz Hyży – „Pod wiatr”
- LP – „Lost on You”
- Alan Walker – „Faded” i „Sing Me to Sleep”